# Changleping (köpinghuvudort i Kina, Hubei Sheng, lat 30,18, long 110,87)
Changleping (kinesiska: 长乐坪, 长乐坪镇) är en köpinghuvudort i Kina. Den ligger i provinsen Hubei, i den centrala delen av landet, omkring 330 kilometer väster om provinshuvudstaden Wuhan. Antalet invånare är 22 500. Befolkningen består av 10 764 kvinnor och 11 736 män. Barn under 15 år utgör 10,0 %, vuxna 15-64 år 76 %, och äldre över 65 år 13,0 %.
Runt Changleping är det ganska tätbefolkat, med 116 invånare per kvadratkilometer. Närmaste större samhälle är Yuyangguan, 19,4 km öster om Changleping. I omgivningarna runt Changleping växer i huvudsak blandskog.
Genomsnittlig årsnederbörd är 1 631 millimeter. Den regnigaste månaden är september, med i genomsnitt 258 mm nederbörd, och den torraste är december, med 20 mm nederbörd.